# Окслейд-Чемберлен, Алекс
Алекса́ндр Марк Дэ́вид О́кслейд-Че́мберлен (англ. Alexander Mark David Oxlade-Chamberlain; родился 15 августа 1993 года в Портсмуте) — английский футболист, полузащитник турецкого клуба «Бешикташ». Воспитанник «Саутгемптона».

## Биография
Алекс Окслейд родился в Портсмуте, графство Гэмпшир. В раннем детстве вместе с родителями переехал в соседний город — Саутгемптон, где и начал заниматься футболом.

## Клубная карьера

### «Саутгемптон»
В 2010 году подписал свой первый профессиональный контракт с клубом «Саутгемптон». Дебютировал за клуб 2 марта 2010 года, когда ему было 16 лет и 199 дней. Тем самым Алекс стал вторым самым молодым футболистом (после Тео Уолкотта), который выходил на поле в составе «святых» в чемпионате страны. Свой первый гол за команду из Саутгемптона забил 10 августа 2010 года, в матче Кубка Лиги против «Борнмута».

### «Арсенал»
8 августа 2011 года было объявлено о том, что Окслейд-Чемберлен подписал контракт с лондонским «Арсеналом». По некоторым данным, канониры заплатили за футболиста сумму, равную 12 млн. фунтов, хотя она может возрасти до 15 млн, если футболист будет успешно выступать за лондонский клуб. 28 августа 2011 года состоялся дебют Алекса в Премьер-лиге, когда «Арсенал» уступил «МЮ» со счетом 2:8. В том матче игрок вышел на замену на 62 минуте встречи, вместо Фрэнсиса Коклена. Полноценный дебют Алекс совершил в матче третьего раунда Кубка Лиги против «Шрусбери Таун». В этом матче он отметился забитым мячом и получил ряд хвалебных отзывов.
29 сентября 2011 года Алекс дебютировал в Лиге чемпионов. И тут же отметился забитым голом, став таким образом самым молодым игроком, забивавшим за «Арсенал» в рамках розыгрыша этого турнира, а также самым молодым англичанином, забивавшим в Лиге чемпионов.
В первой половине сезона Чемберлен практически не принимал участия в матчах чемпионата, поскольку путь в основу ему преграждали Жервиньо, Уолкотт и Аршавин. Однако после отъезда Жервиньо на Кубке африканских наций 2012 у Алекса появилась возможность чаще выходить на поле. 22 января 2012 года молодой англичанин неожиданно появился в стартовом составе в матче против «МЮ». Игра закончилась поражением «канониров» со счётом 1:2, единственный гол «Арсенала» забил Ван Перси после паса Чемберлена, который по итогам встречи удостоился положительных оценок. Решение заменить его на 78-й минуте было встречено свистом на трибунах и вызвало негативную реакцию со стороны Ван Перси. После матча капитан «Арсенала» сказал, что не знал о повреждении, которое получил Алекс, потому так реагировал. А Чемберлен выразил надежду, что ему удастся закрепиться в основном составе.
4 февраля 2012 года, когда «Арсенал» играл на своём поле с «Блэкберном», Алекс открыл счёт своим голам в Премьер-лиге. В этой встрече он забил два мяча, на 40-й и 51-й минутах.

### «Ливерпуль»
31 августа 2017 года было объявлено о переходе игрока в «Ливерпуль» за 35 млн фунтов стерлингов.
Дебютный матч за «Ливерпуль» игрок провёл 9 сентября 2017, против «Манчестер Сити».Летом 2019 года игрок продлил контракт с клубом. Контракт рассчитан до 30 июня 2023 года. В прошлом сезоне Алекс сыграл только два матча, поскольку восстанавливался после травмы

## Международная карьера
Впервые в сборную Англии до 18 лет Алекс был вызван на матч против сборной Польши, который состоялся 16 ноября 2010 года. В том матче англичане выиграли со счетом 3:0, а Окслейд-Чемберлен отыграл на поле весь первый тайм. Затем его вызвали в сборную Англии до 19 лет на матч со сборной Германии, который должен был состояться 8 февраля 2011 года. Но 2 февраля футболиста пригласили в молодёжную сборную Англии на матч со сверстниками из Италии. 8 февраля он дебютировал в английской «молодежке» в матче против итальянцев, выйдя на замену на 60 минуте игры. В той встрече англичане потерпели поражение со счётом 0:1. 1 сентября в матче против сборной Азербайджана, Алекс сыграл свой второй матч за «молодежку». В той встрече он отметился двумя голевыми передачами, а англичане выиграли со счётом 6:0. 5 сентября английская «молодёжка» играла со сборной Израиля, этот матч Чемберлен начал на скамейке запасных. В перерыве футболист вышел на замену, на тот момент его команда проигрывала со счётом 0:1. За вторую половину встречи он отдал три голевые передачи и заработал пенальти, благодаря чему Англия одержала разгромную победу со счётом 4:1. В следующем своём матче за молодёжную сборную Алекс отметился «хет-триком», встреча Англии и Исландии завершилась со счётом 3:0.
16 мая 2012 года Алекс был включён в заявку сборной Англии на Евро-2012. 26 мая в товарищеском матче со сборной Норвегии (1:0) состоялся дебют Чемберлена в составе английской сборной. Футболист вышел на поле на 73 минуте встречи, заменив Эшли Янга.
12 октября 2012 года, в матче со сборной Сан-Марино, футболист забил свой первый гол за первую национальную команду. Таким образом он установил необычное достижение: он и Марк Чемберлен стали первыми отцом и сыном, которые забивали за сборную Англии.

### Статистика выступлений за сборную
| Матчи Алекса Окслейд-Чемберлена за сборную Англии | Матчи Алекса Окслейд-Чемберлена за сборную Англии | Матчи Алекса Окслейд-Чемберлена за сборную Англии | Матчи Алекса Окслейд-Чемберлена за сборную Англии | Матчи Алекса Окслейд-Чемберлена за сборную Англии | Матчи Алекса Окслейд-Чемберлена за сборную Англии | Матчи Алекса Окслейд-Чемберлена за сборную Англии |
| №                                                 | Дата                                              | Оппонент                                          | Счёт                                              | Голы                                              | Соревнование                                      |                                                   |
| ------------------------------------------------- | ------------------------------------------------- | ------------------------------------------------- | ------------------------------------------------- | ------------------------------------------------- | ------------------------------------------------- | ------------------------------------------------- |
| 1                                                 | 26 мая 2012                                       | Норвегия                                          | 1 : 0                                             | -                                                 | Товарищеский матч                                 |                                                   |
| 2                                                 | 2 июня 2012                                       | Бельгия                                           | 1 : 0                                             | -                                                 | Товарищеский матч                                 |                                                   |
| 3                                                 | 11 июня 2012                                      | Франция                                           | 1 : 1                                             | -                                                 | ЧЕ-2012. Групповая стадия                         |                                                   |
| 4                                                 | 15 июня 2012                                      | Швеция                                            | 3 : 2                                             | -                                                 | ЧЕ-2012. Групповая стадия                         |                                                   |
| 5                                                 | 19 июня 2012                                      | Украина                                           | 1 : 0                                             | -                                                 | ЧЕ-2012. Групповая стадия                         |                                                   |
| 6                                                 | 7 сентября 2012                                   | Молдова                                           | 5 : 0                                             | -                                                 | Отборочный матч ЧМ-2014                           |                                                   |
| 7                                                 | 11 сентября 2012                                  | Украина                                           | 1 : 1                                             | -                                                 | Отборочный матч ЧМ-2014                           |                                                   |
| 8                                                 | 12 октября 2012                                   | Сан-Марино                                        | 5 : 0                                             | 1                                                 | Отборочный матч ЧМ-2014                           |                                                   |
| 9                                                 | 17 октября 2012                                   | Польша                                            | 1 : 1                                             | -                                                 | Отборочный матч ЧМ-2014                           |                                                   |
| 10                                                | 22 марта 2013                                     | Сан-Марино                                        | 8 : 0                                             | 1                                                 | Отборочный матч ЧМ-2014                           |                                                   |
| 11                                                | 29 мая 2013                                       | Ирландия                                          | 1 : 1                                             | -                                                 | Товарищеский матч                                 |                                                   |
| 12                                                | 2 июня 2013                                       | Бразилия                                          | 2 : 2                                             | 1                                                 | Товарищеский матч                                 |                                                   |
| 13                                                | 14 августа 2013                                   | Шотландия                                         | 3 : 2                                             | -                                                 | Товарищеский матч                                 |                                                   |
| 14                                                | 5 марта 2014                                      | Дания                                             | 1 : 0                                             | -                                                 | Товарищеский матч                                 |                                                   |
| 15                                                | 4 июня 2014                                       | Эквадор                                           | 2 : 2                                             | -                                                 | Товарищеский матч                                 |                                                   |
| 16                                                | 3 сентября 2014                                   | Норвегия                                          | 1 : 0                                             | -                                                 | Товарищеский матч                                 |                                                   |
| 17                                                | 9 октября 2014                                    | Сан-Марино                                        | 5 : 0                                             | -                                                 | Отборочный матч ЧЕ-2016                           |                                                   |
| 18                                                | 12 октября 2014                                   | Эстония                                           | 1 : 0                                             | -                                                 | Отборочный матч ЧЕ-2016                           |                                                   |
| 19                                                | 15 ноября 2014                                    | Словения                                          | 3 : 1                                             | -                                                 | Отборочный матч ЧЕ-2016                           |                                                   |
| 20                                                | 18 ноября 2014                                    | Шотландия                                         | 3 : 1                                             | 1                                                 | Товарищеский матч                                 |                                                   |
| 21                                                | 5 сентября 2015                                   | Сан-Марино                                        | 6 : 0                                             | -                                                 | Отборочный матч ЧЕ-2016                           |                                                   |
| 22                                                | 8 сентября 2015                                   | Швейцария                                         | 2 : 0                                             | -                                                 | Отборочный матч ЧЕ-2016                           |                                                   |
| 23                                                | 9 октября 2015                                    | Эстония                                           | 2 : 0                                             | -                                                 | Отборочный матч ЧЕ-2016                           |                                                   |
| 24                                                | 12 октября 2015                                   | Литва                                             | 3 : 0                                             | 1                                                 | Отборочный матч ЧЕ-2016                           |                                                   |
| 25                                                | 26 марта 2017                                     | Литва                                             | 2 : 0                                             | -                                                 | Отборочный матч ЧМ-2018                           |                                                   |
| 26                                                | 10 июня 2017                                      | Шотландия                                         | 2 : 2                                             | 1                                                 | Отборочный матч ЧМ-2018                           |                                                   |
| 27                                                | 13 июня 2017                                      | Франция                                           | 2 : 3                                             | -                                                 | Товарищеский матч                                 |                                                   |
| 28                                                | 1 сентября 2017                                   | Мальта                                            | 4 : 0                                             | -                                                 | Отборочный матч ЧМ-2018                           |                                                   |
| 29                                                | 4 сентября 2017                                   | Словакия                                          | 2 : 1                                             | -                                                 | Отборочный матч ЧМ-2018                           |                                                   |
| 30                                                | 5 октября 2017                                    | Словения                                          | 1 : 0                                             | -                                                 | Отборочный матч ЧМ-2018                           |                                                   |
| 31                                                | 23 марта 2018                                     | Нидерланды                                        | 1 : 0                                             | -                                                 | Товарищеский матч                                 |                                                   |
| 32                                                | 27 марта 2018                                     | Италия                                            | 1 : 1                                             | -                                                 | Товарищеский матч                                 |                                                   |
| 33                                                | 7 сентября 2019                                   | Болгария                                          | 4:0                                               |                                                   | Отборочный матч ЧЕ-2020                           |                                                   |

## Статистика
| Выступление      | Выступление      | Выступление      | Лига | Лига | Кубки | Кубки | Суперкубок | Суперкубок | Еврокубки | Еврокубки | Итого | Итого |
| Клуб             | Лига             | Сезон            | Игры | Голы | Игры  | Голы  | Игры       | Голы       | Игры      | Голы      | Игры  | Голы  |
| ---------------- | ---------------- | ---------------- | ---- | ---- | ----- | ----- | ---------- | ---------- | --------- | --------- | ----- | ----- |
| Саутгемптон      | Первая лига      | 2009/2010        | 2    | 0    | 0     | 0     | 0          | 0          | 0         | 0         | 2     | 0     |
| Саутгемптон      | Первая лига      | 2010/2011        | 34   | 9    | 6     | 1     | 0          | 0          | 0         | 0         | 40    | 10    |
| Саутгемптон      | Итого            | Итого            | 36   | 9    | 6     | 1     | 0          | 0          | 0         | 0         | 42    | 10    |
| Арсенал          | Премьер-лига     | 2011/2012        | 16   | 2    | 6     | 1     | 0          | 0          | 4         | 1         | 26    | 4     |
| Арсенал          | Премьер-лига     | 2012/2013        | 25   | 1    | 4     | 1     | 0          | 0          | 4         | 0         | 33    | 2     |
| Арсенал          | Премьер-лига     | 2013/2014        | 14   | 2    | 4     | 1     | 0          | 0          | 2         | 0         | 20    | 3     |
| Арсенал          | Премьер-лига     | 2014/2015        | 23   | 1    | 4     | 0     | 1          | 0          | 9         | 2         | 37    | 3     |
| Арсенал          | Премьер-лига     | 2015/2016        | 22   | 1    | 5     | 0     | 1          | 1          | 5         | 0         | 33    | 2     |
| Арсенал          | Премьер-лига     | 2016/2017        | 29   | 2    | 9     | 3     | 0          | 0          | 7         | 1         | 45    | 6     |
| Арсенал          | Премьер-лига     | 2017/2018        | 3    | 0    | 0     | 0     | 1          | 0          | 0         | 0         | 4     | 0     |
| Арсенал          | Итого            | Итого            | 132  | 9    | 32    | 6     | 3          | 1          | 31        | 4         | 198   | 20    |
| Ливерпуль        | Премьер-лига     | 2017/2018        | 32   | 3    | 3     | 0     | 0          | 0          | 7         | 2         | 42    | 5     |
| Ливерпуль        | Премьер-лига     | 2018/2019        | 2    | 0    | 0     | 0     | 0          | 0          | 0         | 0         | 2     | 0     |
| Ливерпуль        | Премьер-лига     | 2019/2020        | 30   | 4    | 4     | 1     | 1          | 0          | 8         | 3         | 43    | 8     |
| Ливерпуль        | Премьер-лига     | 2020/2021        | 13   | 1    | 1     | 0     | 0          | 0          | 3         | 0         | 17    | 1     |
| Ливерпуль        | Премьер-лига     | 2021/2022        | 17   | 2    | 6     | 1     | 0          | 0          | 6         | 0         | 29    | 3     |
| Ливерпуль        | Премьер-лига     | 2022/2023        | 6    | 1    | 2     | 0     | 0          | 0          | 0         | 0         | 8     | 1     |
| Ливерпуль        | Итого            | Итого            | 100  | 11   | 16    | 2     | 1          | 0          | 24        | 5         | 141   | 18    |
| Всего за карьеру | Всего за карьеру | Всего за карьеру | 268  | 29   | 54    | 9     | 4          | 1          | 55        | 9         | 381   | 48    |

## Достижения
«Арсенал»
- Обладатель Кубка Англии (3): 2013/14, 2014/15, 2016/17
- Обладатель Суперкубка Англии (3): 2014, 2015, 2017

«Ливерпуль»
- Чемпион Англии: 2019/20
- Обладатель Кубка Англии: 2021/22
- Победитель Лиги чемпионов УЕФА: 2018/19
- Обладатель Суперкубка УЕФА: 2019
- Обладатель Кубка Футбольной лиги: 2021/22
- Победитель Клубного чемпионата мира по футболу: 2019

«Бешикташ»
• Обладатель Кубка Турции: 2023/2024

## Семья
Отец и дядя футболиста — Марк Чемберлен и Невилл Чемберлен соответственно — также в прошлом профессиональные футболисты. Отец выступал в основном за «Сток Сити» и «Портсмут», а также за сборную Англии (8 матчей в 1982—1984 годах), а дядя — за «Порт Вейл», «Мансфилд Таун» и ряд других английских клубов. В данный момент состоит в отношениях с Перри Эдвардс из британской поп-группы Little Mix. 21 августа 2021 года у пары родился сын Аксель Окслейд-Чемберлен.